# East Hodge
East Hodge es una villa ubicada en la parroquia de Jackson en el estado estadounidense de Luisiana. En el Censo de 2010 tenía una población de 289 habitantes y una densidad poblacional de 476,85 personas por km².

## Geografía
East Hodge se encuentra ubicada en las coordenadas 32°16′39″N 92°42′49″O / 32.27750, -92.71361. Según la Oficina del Censo de los Estados Unidos, East Hodge tiene una superficie total de 0.61 km², de la cual 0.61 km² corresponden a tierra firme y (0%) 0 km² es agua.

## Demografía
Según el censo de 2010, había 289 personas residiendo en East Hodge. La densidad de población era de 476,85 hab./km². De los 289 habitantes, East Hodge estaba compuesto por el 7.61% blancos, el 89.62% eran afroamericanos, el 0% eran amerindios, el 0% eran asiáticos, el 0% eran isleños del Pacífico, el 1.04% eran de otras razas y el 1.73% pertenecían a dos o más razas. Del total de la población el 2.77% eran hispanos o latinos de cualquier raza.